# 約翰·羅爾
約翰·麥卡錫·羅爾（英語：John McCarthy Roll，1947年2月8日—2011年1月8日）是一名美國聯邦地區法官，於1991年至2011年被謀殺前一直在美國亞利桑納聯邦地區法院任職，並於2006年至2011年擔任該法院的首席法官。羅爾擁有亞利桑那大學法學院和維吉尼亞大學法學院的學位，他的職業生涯始於亞利桑那州的法院法警，1973年成為亞利桑那州图森的助理檢察官。同年晚些時候，羅爾成為亞利桑那州皮馬縣的副縣檢察官，直到1980年，他開始擔任美國助理檢察官長達7年。喬治·H·W·布希總統在羅爾擔任了四年的州法官後，任命他為亞利桑那州的聯邦法官。
羅爾在2011年圖森槍擊事件中喪生，當時他正在參加美國眾議員加布里埃尔·吉福兹在亞利桑那州圖森附近的卡薩斯阿道比斯舉行的選民外聯活動。